# Kerk van Westerwijtwerd
De kerk van Westerwijtwerd is een romanogotische zaalkerk uit de dertiende eeuw. Het schip bestond oorspronkelijk uit twee traveeën, maar is in de zestiende eeuw verlengd zodat de losstaande toren met de kerk werd verbonden. In de kerk bevindt zich een opmerkelijke muurschildering van twee Friese kampvechters. De schildering dateert uit de 13e of 14e eeuw.
Na de fusie van de kerkgemeente met die van Middelstum-Toornwerd in de jaren 1950, kwam de kerk leeg te staan. Een boer timmerde een schapenhok in de kerk en stalde er zijn hooi. In 1971 werd de kerk overgedragen aan de Stichting Oude Groninger Kerken. In 1972 werd de kap van de toren gerukt door de novemberstorm van dat jaar, waarop de kerk kort daarna werd gerestaureerd.

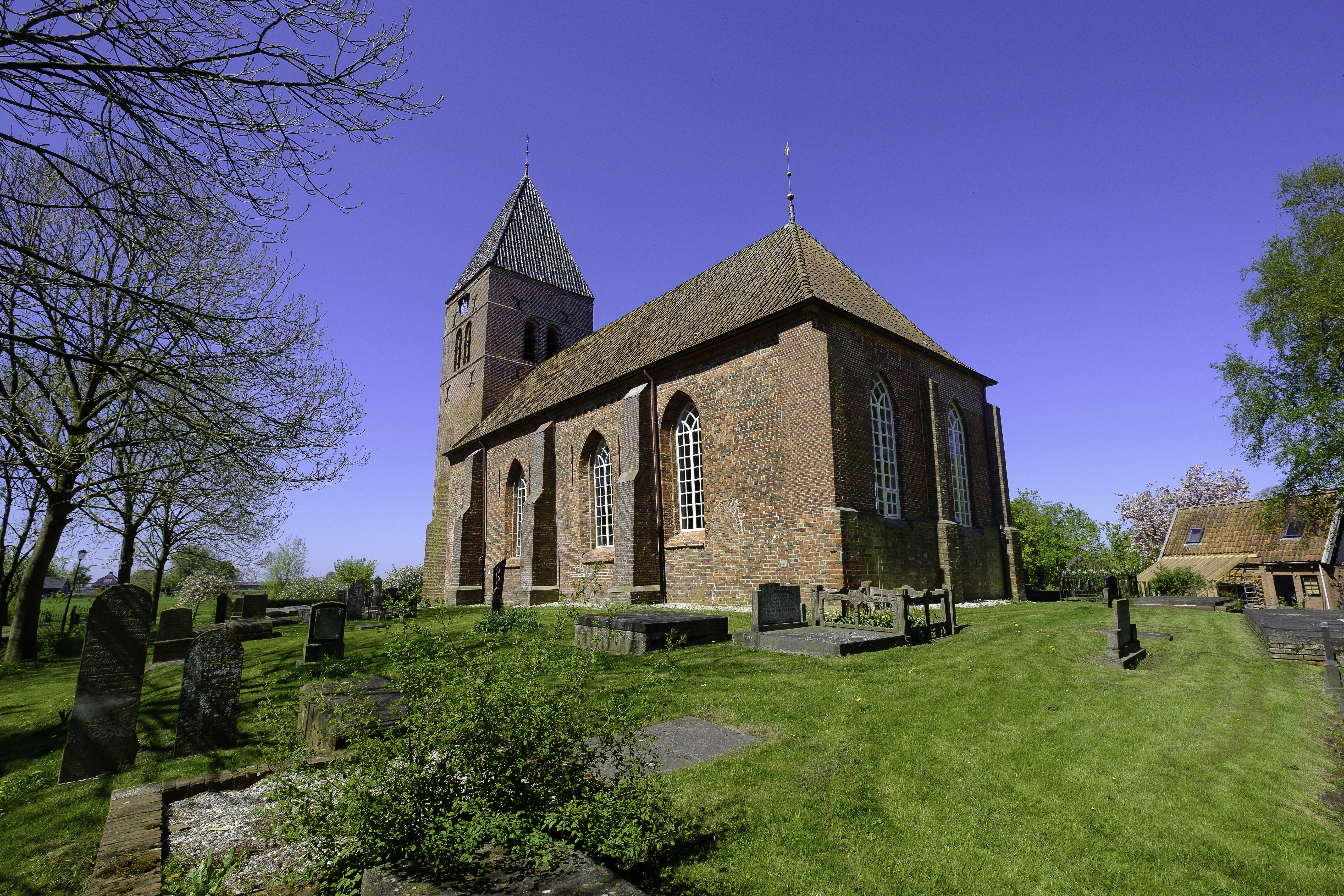
De kerk vanuit het zuidoosten
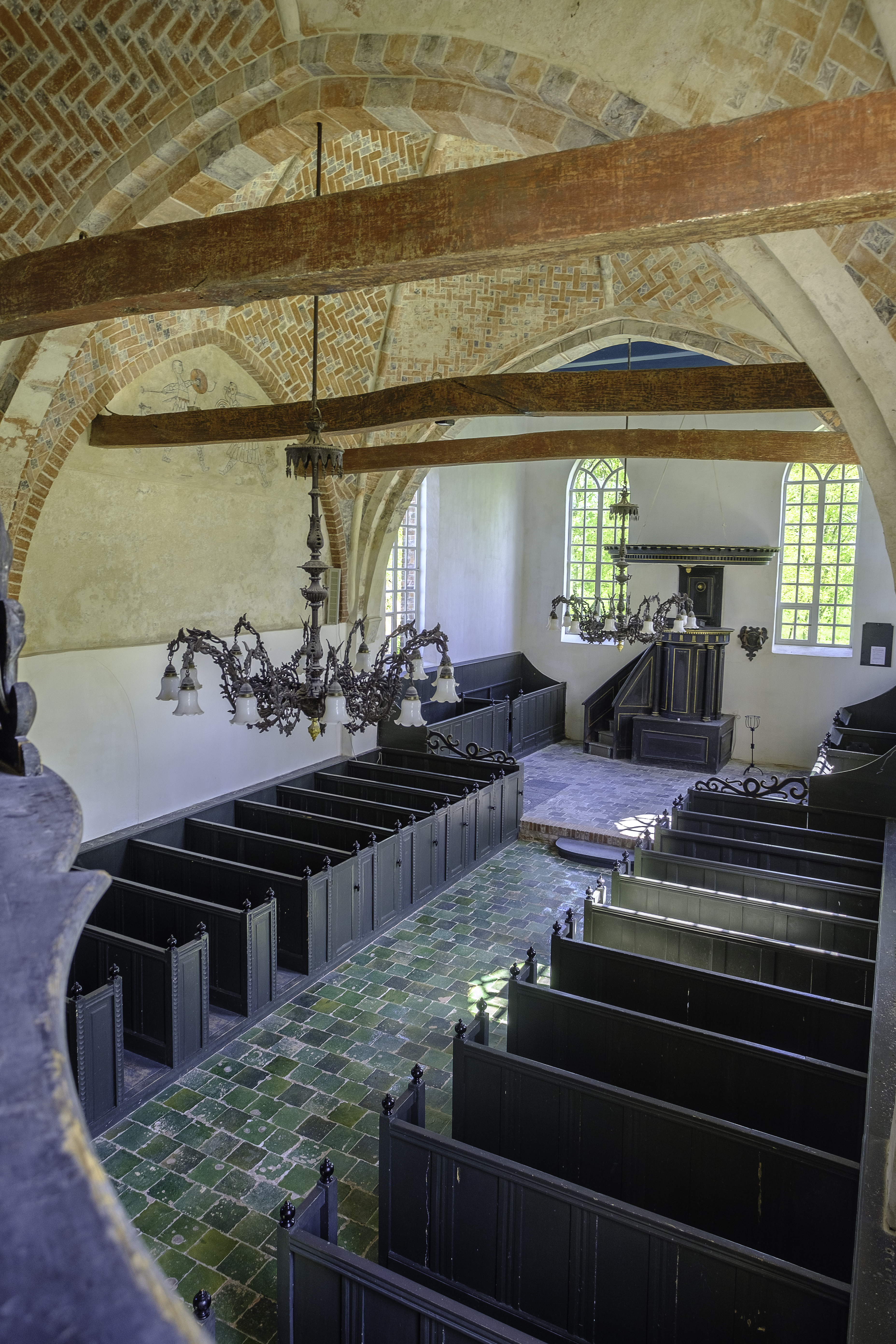
Interieur naar het oosten vanaf de orgelgalerij
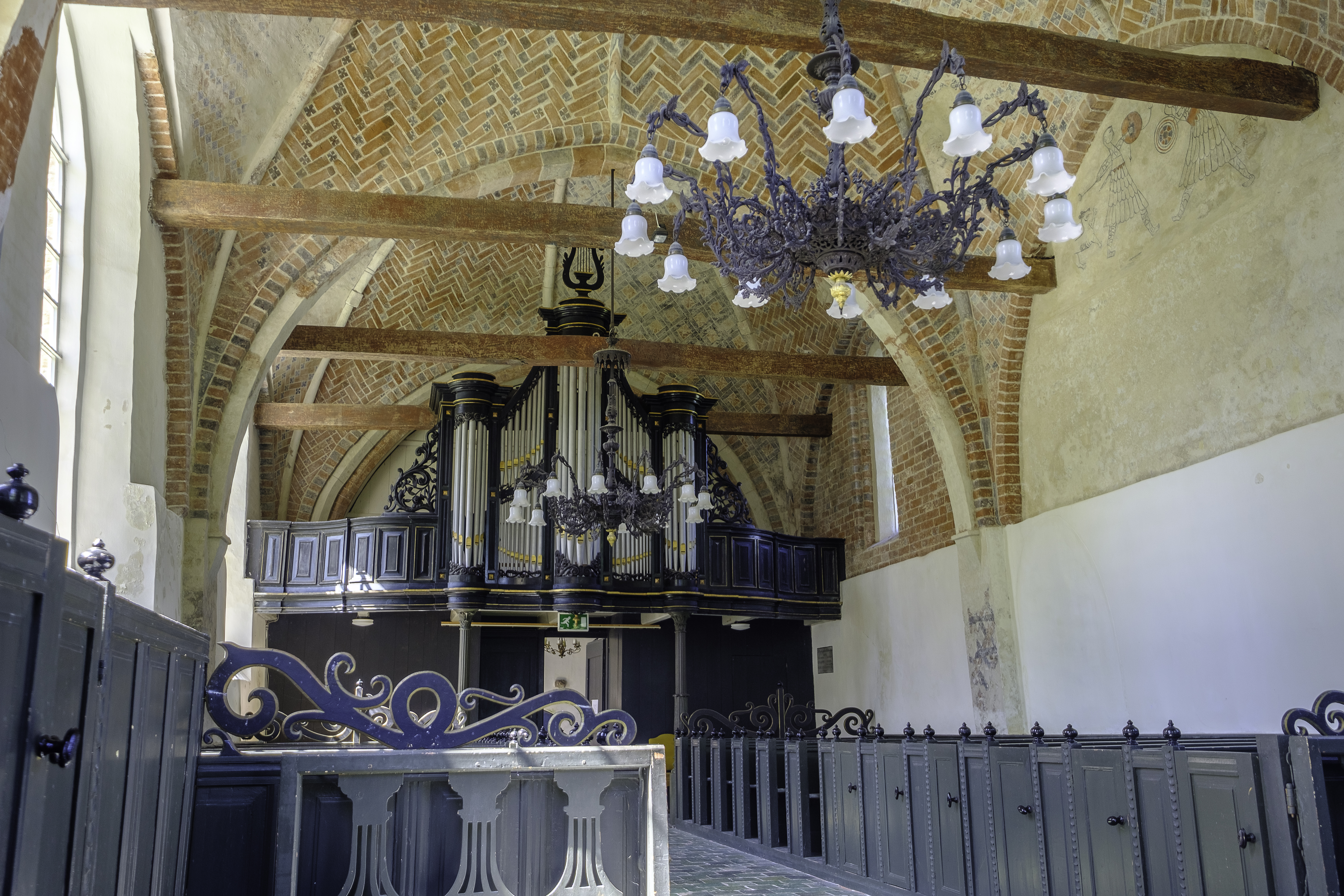
Interieur naar het westen
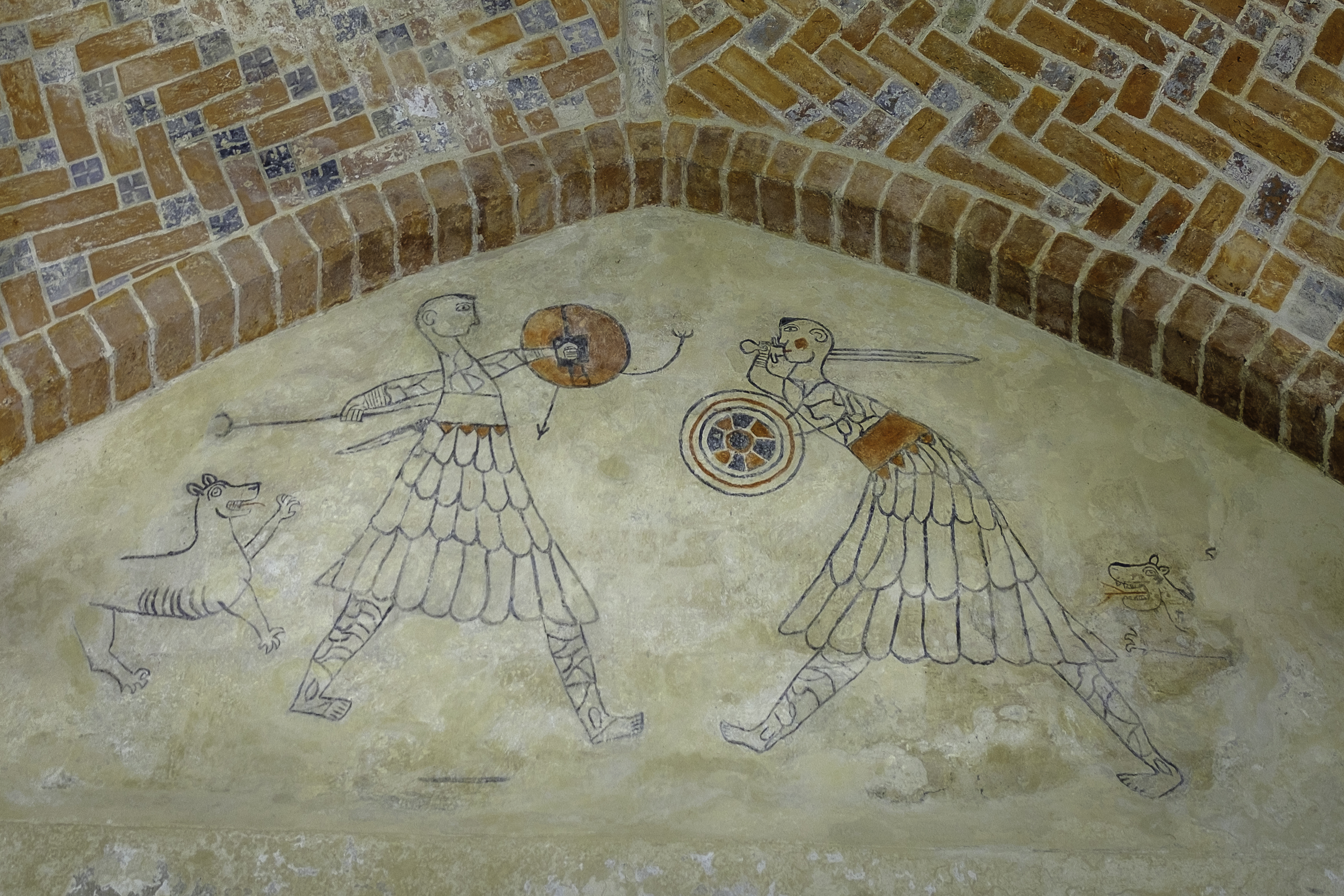
Twee Friese kampvechters binnen in de kerk
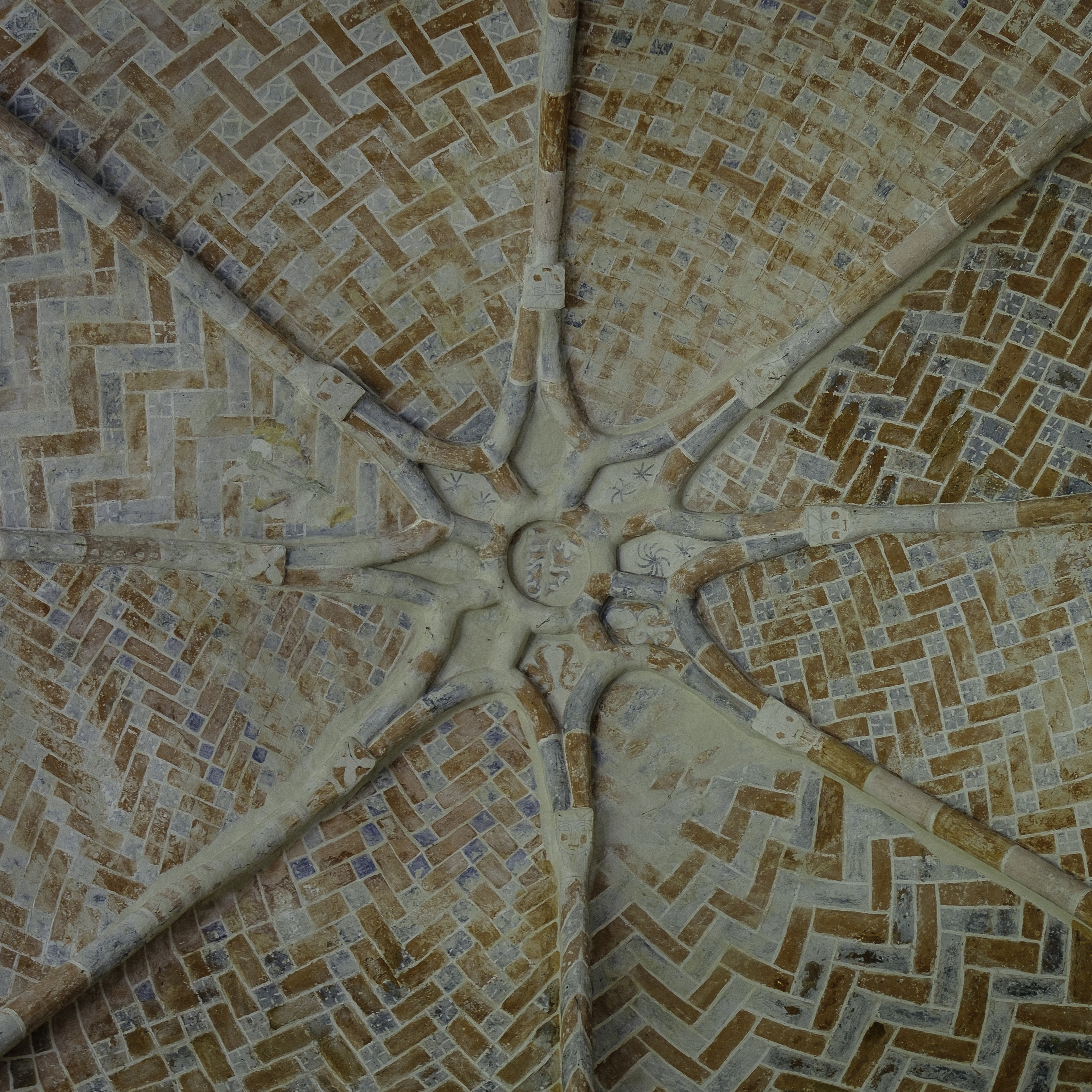
13e-eeuws siermetselwerk in een van de gewelven
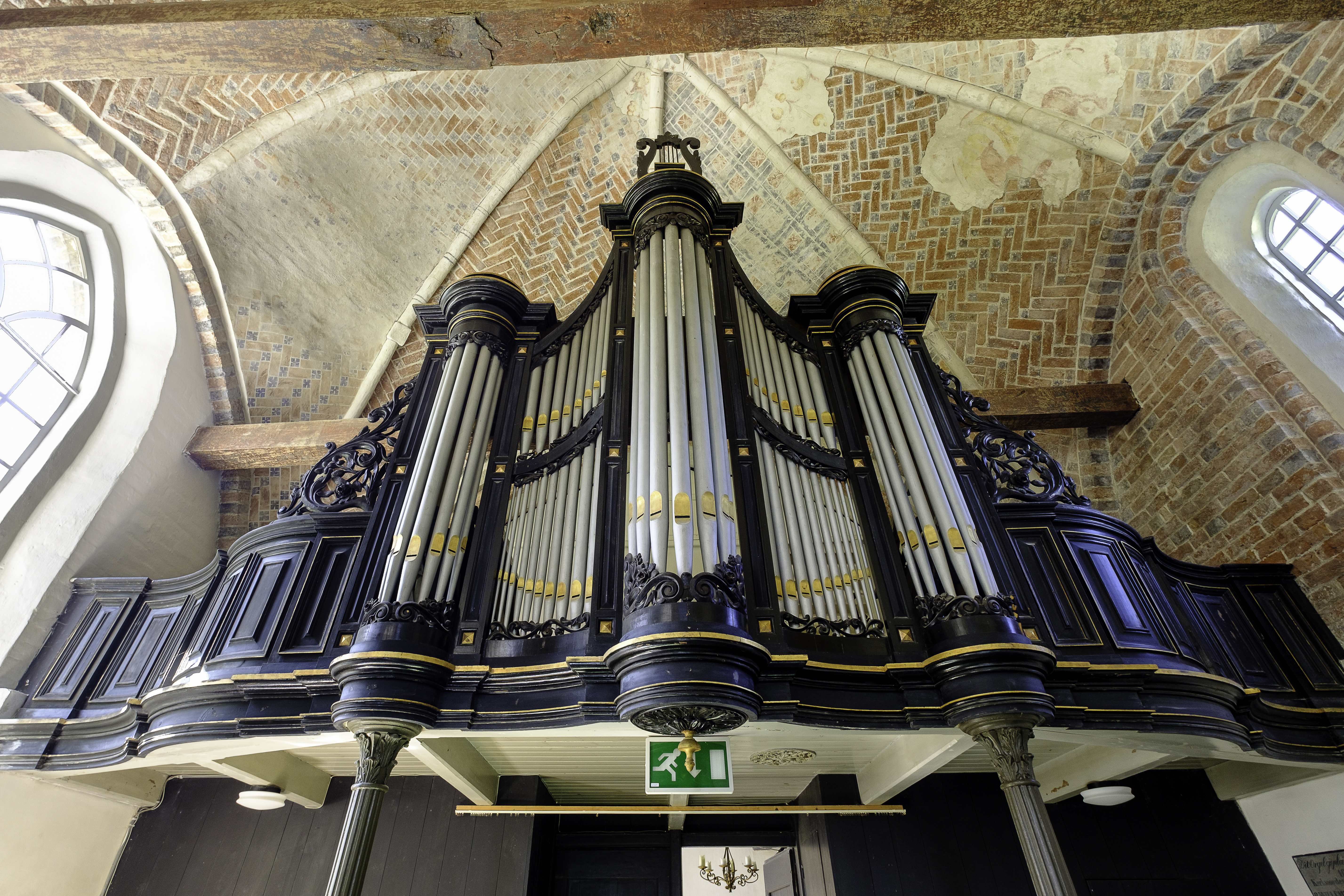
Achter dit lege orgelfront bevindt zich geen kerkorgel
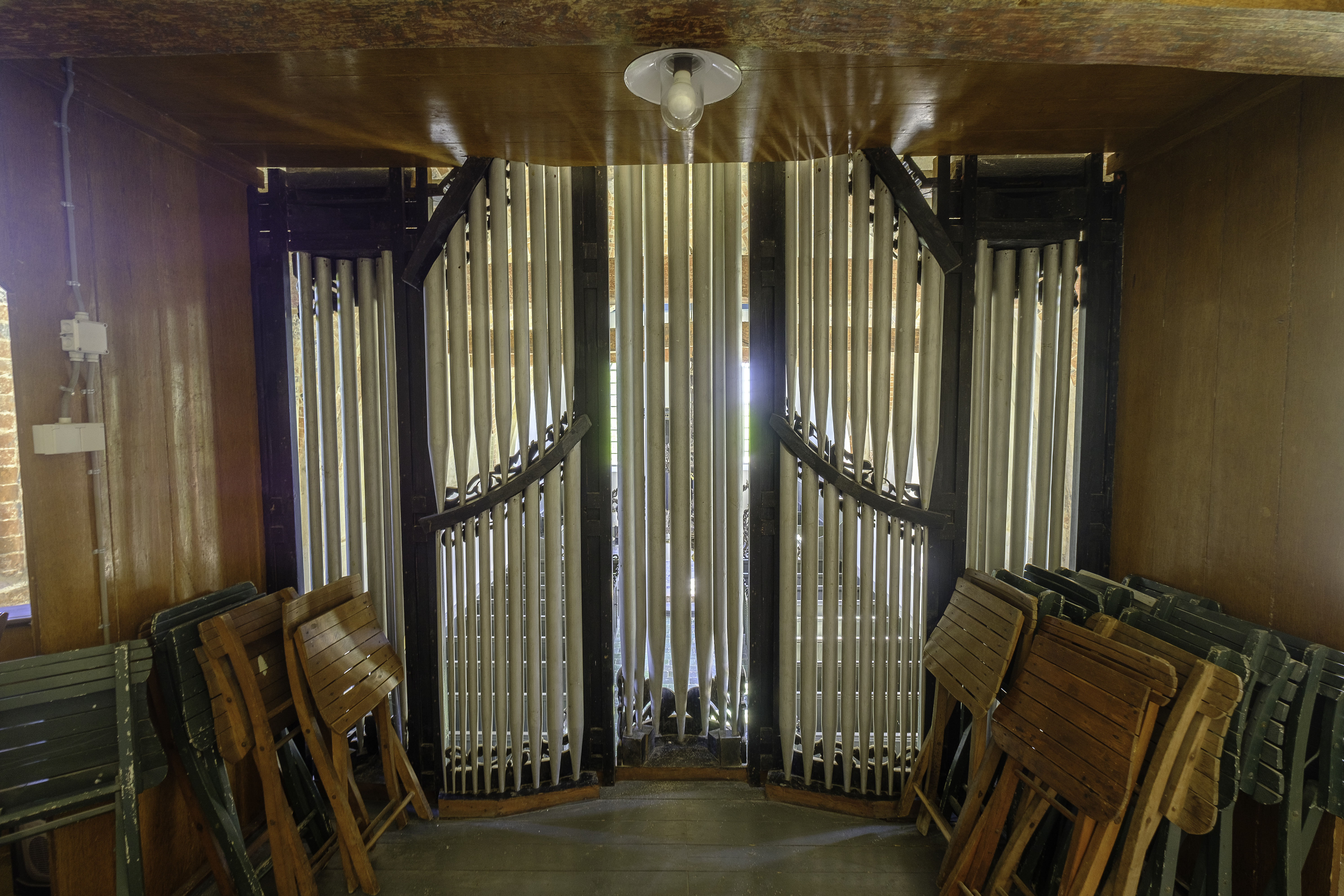
Binnenzijde orgelfront
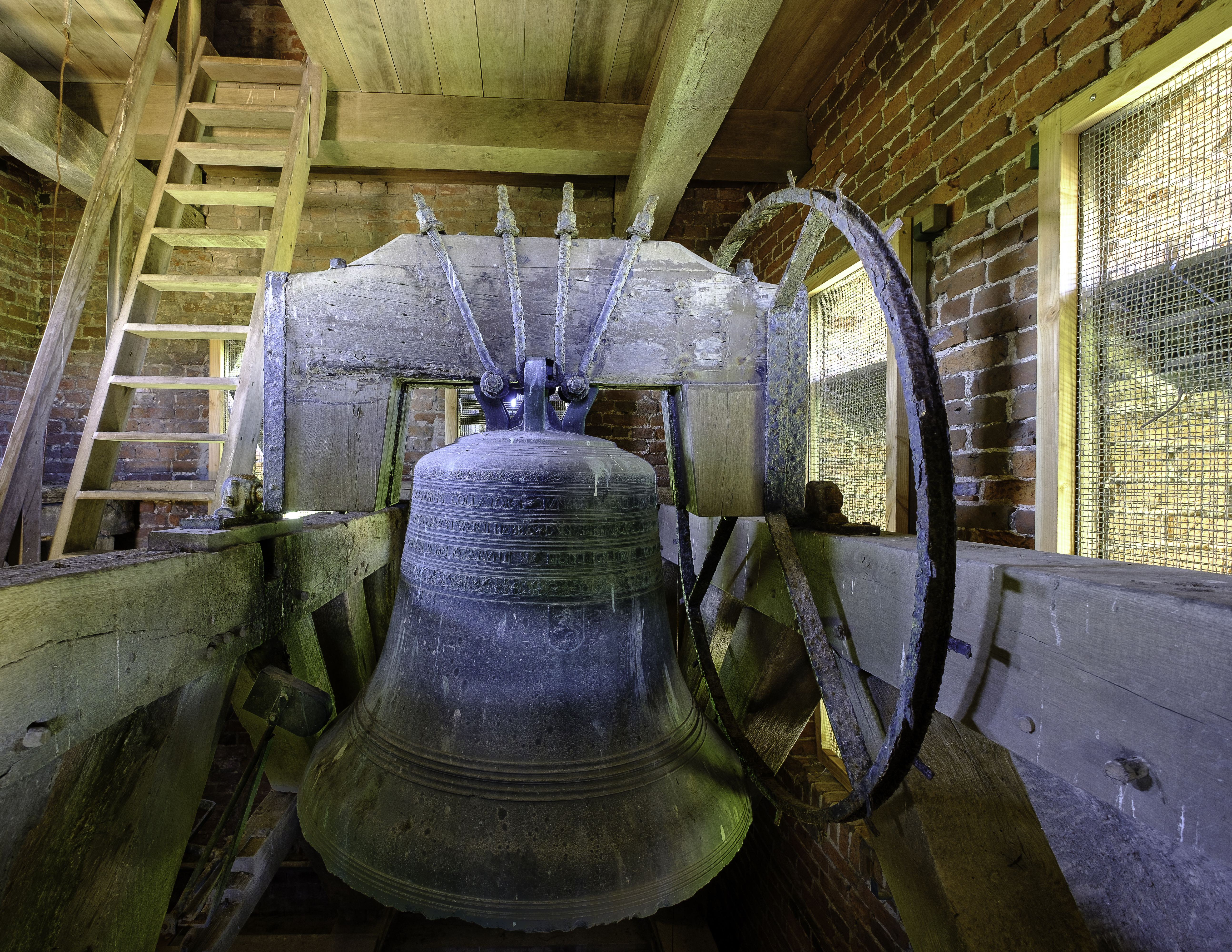
Kerkklok uit 1630 van André Aubertin en Nicolas Rovier
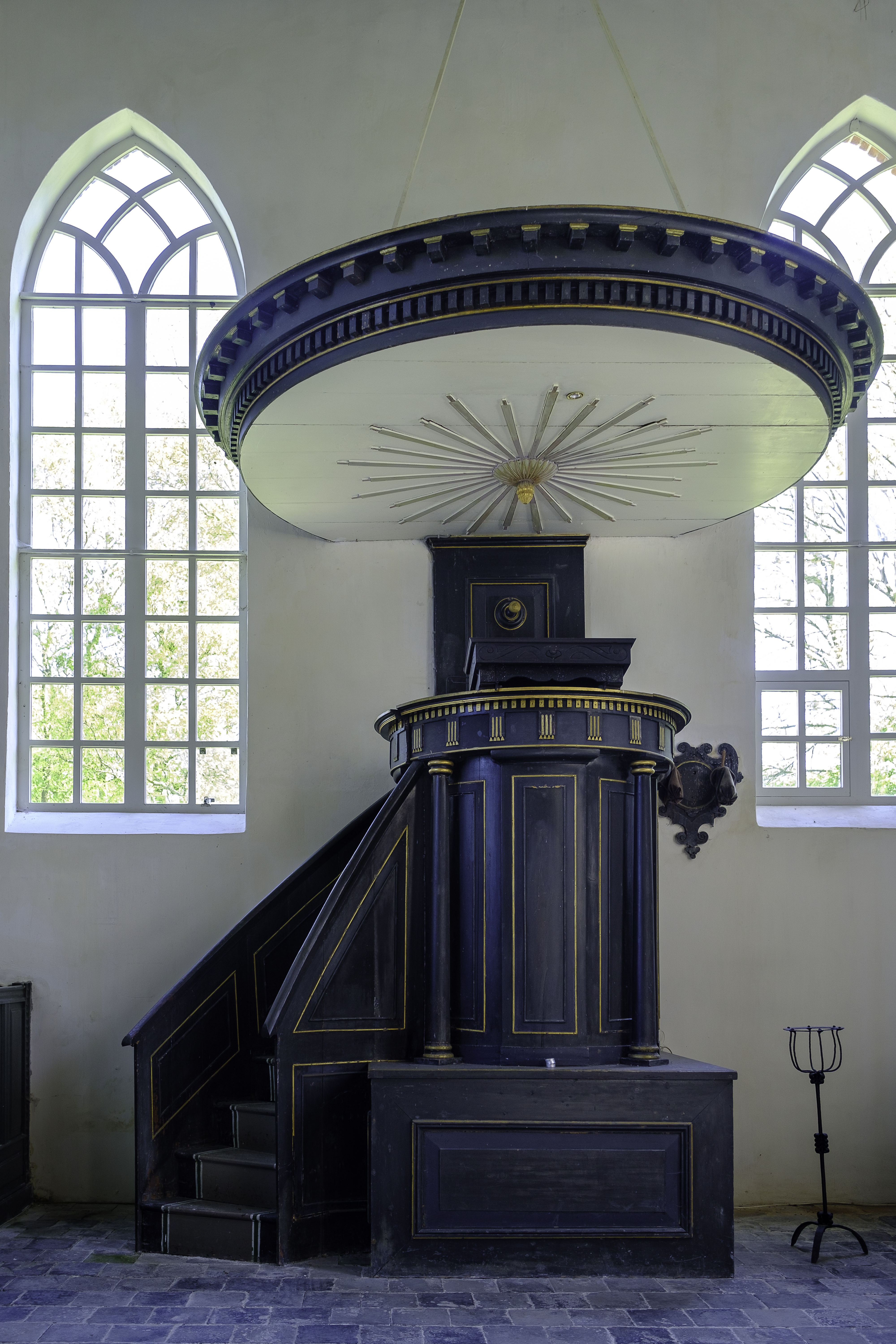
Neogotische preekstoel
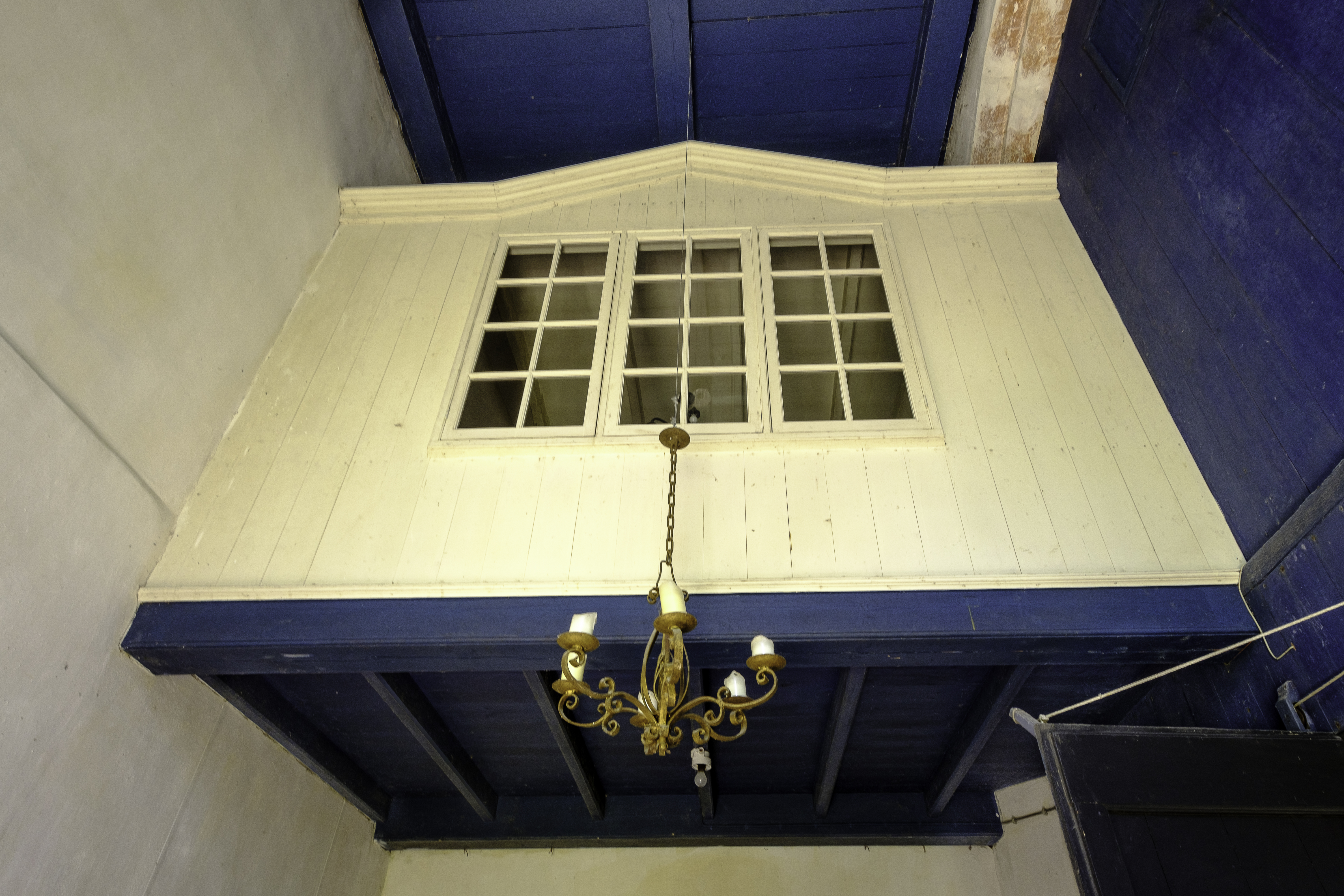
19e-eeuwse balkenzoldering boven de entree. Mogelijk bevond zich hierin vroeger een kerkeraadskamer.